# FNB Corporation
FNB Corporation es una corporación estadounidense de servicios financieros diversificados con sede en Pittsburgh, Pensilvania y la compañía matriz de su subsidiaria más grande, First National Bank. Al 19 de abril de 2021, FNB tiene activos totales de más de $38 mil millones. La cobertura de mercado de FNB abarca varias áreas metropolitanas importantes, entre las que se incluyen: Pittsburgh, Baltimore, Cleveland, Washington D. C.; y Charlotte con cerca de 340 oficinas. La empresa tiene más de 4.100 empleados.

## Historia
First National Bank fue fundada en el condado de Mercer, Pensilvania en 1864 bajo el nombre de The First National Bank de West Greenville y operado fuera de la casa del entonces presidente del Banco, Samuel P. Johnston, en Greenville.
El banco siguió siendo un elemento fijo en el condado de Mercer durante la Primera Guerra Mundial, la Gran Depresión y la Segunda Guerra Mundial. En 1946, los activos bancarios totalizaban aproximadamente 2 millones de dólares y el banco todavía estaba alojado en una oficina.

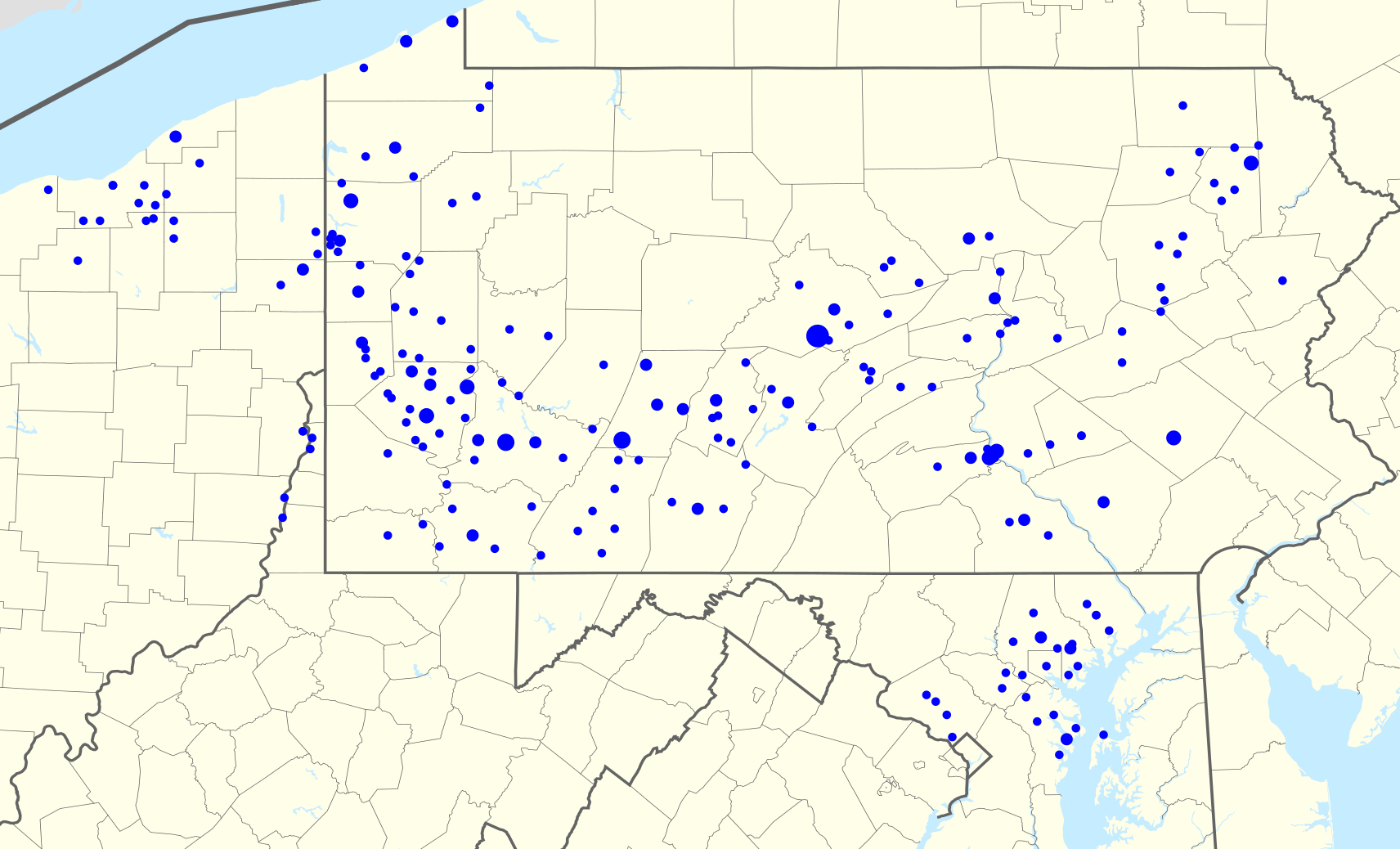
Sucursales de FNB Corporation en abril de 2015.

Durante las siguientes tres décadas, el banco continuó creciendo, y en 1974, FNB Corporation se estableció como una sociedad de cartera de servicios financieros para una creciente familia de entidades comerciales que incluía el banco, bajo el nombre de The First National Bank of Mercer County y con un tamaño de activos de $120 millones y Regency Finance Company .
Además de completar la adquisición de diez sucursales del First National Bank of Pennsylvania en julio de 1992, First National Bank of Mercer County adquirió el nombre y cambió formalmente su nombre por el actual First National Bank of Pennsylvania. Por esta época, el First National Bank of Western Pennsylvania en la cercana New Castle cambió su nombre a First Western Bank para evitar confusiones; ese banco ahora es parte de Huntington Bancshares después de varias otras fusiones.
A partir de 2003, la compañía había crecido a activos de $4.6 mil millones con más de 125 oficinas bancarias y comenzó a negociar acciones ordinarias en la Bolsa de Valores de Nueva York bajo el símbolo de cotización "FNB". En la actualidad, está incluido en el índice MidCap 400 de Standard & Poor's con el índice de subindustria de bancos regionales del Estándar de clasificación de la industria global (GICS).
El actual director ejecutivo es Vincent J. Delie, Jr., quien se incorporó al banco en 2005 como presidente de la región de Pittsburgh. Desde entonces, la compañía ha mostrado un tremendo crecimiento, tanto de forma orgánica como a través de una serie de importantes fusiones.
A partir de 2017, FNB es el segundo banco más grande con sede en Pensilvania medido por activos.

## Instalaciones
En julio de 2014, FNB anunció que Pittsburgh había sido nombrada oficialmente la sede de la corporación. El crecimiento de FNB en Pittsburgh se ha expandido de una sola oficina bancaria en 1997 a casi 100 ubicaciones y una de las tres principales cuotas de mercado de depósitos minoristas en la actualidad.
En mayo de 2017, FNB anunció que su sede regional se ubicaría en un edificio de 22 pisos en Raleigh que se llamaría  Torre FNB, con la palada inicial programada para diciembre de 2017 y la finalización en 2019. En diciembre de 2019, FNB anunció que trasladaría su actual sede corporativa en Pittsburgh North Shore a un nuevo edificio de 26 pisos en el centro de Pittsburgh llamado FNB Financial Center. La palada inicial del edificio está programada para 2021.

## Adquisiciones
FNB ha adquirido muchas otras empresas durante su larga vida. Algunos recientes se enumeran a continuación.
En 2012, FNB adquirió Parkvale Savings Bank, que tenía su sede en Monroeville, Pensilvania. En 2015, FNB adquirió Metro Bank (anteriormente Commerce Bank ) de Harrisburg.
En 2016, FNB acordó un acuerdo de $1.4 mil millones con Yadkin Financial de Raleigh, Carolina del Norte el acuerdo más grande en la historia de la compañía, otorgando a FNB 98 sucursales en Carolina del Norte. La fusión se completó el 11 de marzo de 2017. En 2021, adquirió Howard Bancorp (Howard Bank) de Maryland.

## Afiliados de FNB
FNB Corporation opera varias filiales de servicios financieros, que incluyen:
- First National Bank of Pennsylvania, su subsidiaria más grande, con aproximadamente 350 oficinas en seis estados (a octubre de 2020).
- First National Trust Company, constituida en 1934
- Servicios de inversión de FNB para individuos, corporaciones y fondos de jubilación.
- FNB Investment Advisors, Inc., un asesor de inversiones registrado bajo la Ley de Asesores de Inversiones registrada de 1940 y con la Comisión de Bolsa y Valores y la Comisión de Valores de Pensilvania.
- First National Insurance Agency, que ofrece cobertura de propiedad y accidentes, beneficios para empleados y seguro de vida.